# 八代英太
八代 英太（やしろ えいた、1937年〈昭和12年〉6月2日 - ）は、日本の政治家、アナウンサー、タレント、大学教授である。本名は前島 英三郎（まえじま えいざぶろう）。
郵政大臣（第65・66代）、参議院議員（3期）、衆議院議員（3期）を歴任。

## 来歴

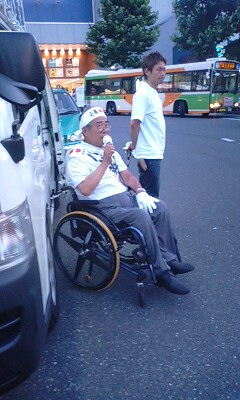
2010年7月10日、高田馬場駅にて（左）

山梨県東八代郡八代町（現：笛吹市）に生まれる。山梨県立石和高等学校（現：笛吹高等学校）卒業後、1957年 ラジオ山梨（1961年から山梨放送）にアナウンサーとして入社。1968年より日本テレビ『お昼のワイドショー』に中山千夏と共に司会者として加入。

### 転落事故
1973年6月3日 愛知県刈谷市の市民会館で行われた畠山みどりの歌謡ショーの司会として出演。ものまねを始めようとマイクから後ずさりした際、せり舞台の穴（奈落）に転落。約5m落下して脊髄損傷の重傷を負い、下半身不随となった。以後、車椅子生活となる。しかし8月には『お昼のワイドショー』に復帰。“車椅子の司会者”として、1976年9月まで務めた。

### 政治家として
1977年7月10日 第11回参議院選挙全国区に無所属で出馬し84万票を獲得して初当選。田英夫、横路孝弘らと共にMPD・平和と民主運動の呼びかけ人になった。障害者世界組織の結成、アジア太平洋議長となる。
1983年、全国区が比例区に改められると、無所属候補は比例区からは立候補できなくなったため、八代は福祉党を結成、自ら代表となった。6月26日 第13回参議院議員通常選挙では福祉党の名簿1位で再選。
1984年、自由民主党に移籍。八代自身が結成した福祉党を自ら解党したこと、政党名で選ぶという比例代表制の趣旨と政党移籍の是非が問題となり、物議を醸した（比例区当選者の政党移籍制限が法制化されたのは2000年）。
1985年より科学技術政務次官。1988年より参議院社会労働委員長。1989年7月23日 第15回参議院議員通常選挙では比例名簿2位搭載と優遇され、3選。1995年7月23日 第17回参議院議員通常選挙に次点で落選。
1996年10月20日 小選挙区制導入後初の第41回衆議院議員総選挙で衆院に鞍替えし、東京都第12区から出馬して初当選した。以後3期連続当選。1997年、自民党外交部会長。
1999年10月、小渕第2次改造内閣で郵政大臣に就任し、初入閣。2000年4月5日、第1次森内閣で郵政大臣に再任。6月25日、第42回衆議院議員総選挙で再選（東京12区）。2003年11月9日の第43回衆議院議員総選挙では、政策面で共通点の多い公明党の太田昭宏が東京12区から出馬するため、選挙協力により比例東京ブロック単独で立候補し3選。
2005年7月5日、小泉政権下、 郵政民営化法案の採決で反対票を投じる。「郵政民営化造反者」となったことで、9月11日の第44回衆議院議員総選挙では自民党の公認が得られなかったばかりか、執行部からは「政界引退」を勧められる事態となり、結局無所属での出馬となった。当初、対立候補の太田昭宏に配慮し八代のみ比例東京ブロックで公認する窮余の一策も自民党内で検討されていたが、結局八代は公認されなかったため、自民党を離党し、無所属での出馬に踏み切った（離党して無所属で立候補したのは八代の他には小西理だけである）。東京12区では太田が当選し、八代は落選した（得票数は太田の得票の半数を下回った）。落選後は帝京平成大学教授、政治団体「明るい福祉を考える会」代表を務めた。
2007年の第21回参議院議員通常選挙に向けては自民党執行部が一時八代を復党させ参議院比例区に擁立することを検討したが、郵政造反組復党問題で第1次安倍内閣の支持率が急落したことなどを受け最終的に見送りとなった。同年秋の叙勲で、旭日大綬章。
2009年、鈴木宗男の要請を受け新党大地に入党し、党代表代行に就任。8月、比例北海道ブロックの名簿第2位で第45回衆議院議員総選挙へ立候補することを表明した。結果、北海道ブロックでは新党大地の当選枠が1人だったため落選。
2010年7月、第22回参議院議員通常選挙には民主党の比例代表から出馬するも次点で落選。この立候補により、第45回衆院選での新党大地の比例北海道ブロック立候補者名簿から名前が削除された。同年9月に鈴木宗男の刑事責任が争われていた収賄罪事件で鈴木の有罪が確定し、衆議院議員を失職したが、名簿からの削除によって八代の繰り上げ当選は不可能となった（名簿第3位の浅野貴博が繰り上げ当選）。
2014年、東南アジアの障がい者スポーツ振興に取り組む中で、日本財団駅伝準備室の室長に就任、翌年より日本財団パラリンピックサポートセンターが主催するパラ駅伝の大会実行委員長として活動する。
2016年には自民党の二階俊博幹事長が八代の復党を模索していると時事通信社が報じたが、その後の進展はなかった。

## 政治的立場
- 選択的夫婦別姓制度導入に反対[8]

## 不祥事
- 2010年7月6日、知的障害者支援施設の施設長を務める八代の姪が、同年の参院選の期日前投票で入所者に特定候補者に投票するよう干渉したとして、公職選挙法違反（投票干渉）の疑いで、山梨県警に逮捕された[9][10][11]。県警によれば7月5日に姪は入所者10人を期日前投票所に車で連れて行き、「宮川典子」「八代英太」と書かれたメモを手渡すなどして投票に干渉した疑いがあり、姪は調べに対し、「選挙のたびにやっていた」と供述した[12]。

## 人物

### 信教
崇教真光の「組み手」（会員、信徒）。1989年、同教の祭事「9月度月始祭」に来賓として出席し、祝辞の中で同年8月に入会したことを披瀝している。

### 所属していた議員連盟
- 日本の前途と歴史教育を考える議員の会（副代表）

### 親族
兄弟は兄と姉が一人づつおり、兄の前島茂松（まえじま しげまつ、1930年11月28日 - 2023年5月11日）は、山梨県議会議員や山梨県議会副議長、自民党山梨県連会長代行を務めた。

## 出演
- テレビ
  - お昼のワイドショー（日本テレビ）
  - おふくろの味（日本テレビ） - 板前・亀吉 役
  - 3000万円クイズ（フジテレビ）
- ラジオ
  - マツダ・ミュージック・ラリー（TBSラジオ）
  - 八代英太のお早ようニッポン（ニッポン放送）
  - 花の五大スター チャンピオン大放送（ニッポン放送、1978年10月 - 1979年3月、火曜日）

## 著書
- 『どっこい生きるぞ』光潮社、1974年4月25日。
- 『負けてたまるか車椅子』毎日新聞社、1977年9月30日。のち日本図書センター「人間の記録」
- 『車椅子からみた日本 わが福祉社会論序説』三一書房　1979
- 『汗と涙の奮戦記』技術と人間、1982年12月25日。
- 『ADA(障害を持つアメリカ人法)の衝撃』富安芳和 共編　学苑社　1991
- 『八代英太のわが人生福祉論』エンパワメント研究所 1998
- 『八代英太の車いす郵政大臣奮戦記』（日本テレソフト　2001年）
- 『八代英太の車椅子からみた障害者福祉』エンパワメント研究所 2006

## 公的場面での通名（芸名）使用
国会議員は国民の代表として立法に参画して行政にもの申す立場であり、行政機関の一員ではないため通名使用が認められているが、大臣・政務次官等に任ぜられた場合は、議員としての立場とは別に行政機関の一員として公文書を発し、時に大臣等の肩書きで国民の権利・義務・許認可を左右することがあるため、責任明確化の観点から芸名の使用は認められていない。このため、郵政大臣としての公文書等には一貫して本名の前島英三郎の名義が用いられた。
閣議口頭了解（1999年10月8日）は次のとおりである。
郵政大臣である八代英太（本名 前島英三郎）国務大臣の名前については、今後、政府代表等への任命行為及び許可等対外的な法律上の行為については前島英三郎名を使用し、それ以外は八代英太名を使用することとする。